# Montreat
Montreat é uma cidade  localizada no estado norte-americano de Carolina do Norte, no Condado de Buncombe.

## Demografia
Segundo o censo norte-americano de 2000, a sua população era de 630 habitantes. Em 2006, foi estimada uma população de 698, um aumento de 68 (10.8%).

## Geografia
De acordo com o United States Census Bureau tem uma área de 7,2 km², dos quais 7,2 km² cobertos por terra e 0,0 km² cobertos por água. Montreat localiza-se a aproximadamente 777 m acima do nível do mar.

## Localidades na vizinhança
O diagrama seguinte representa as localidades num raio de 24 km ao redor de Montreat.